# Țâpuritura oșenească
Țâpuritura oșenească este un stil arhaic  de interpretare vocală a cântecului popular din Țara Oașului,   este specifică numai acestei zone și necesită calități vocale  deosebite deoarece acest stil impune interpretarea în tonalități foarte acute.

### Interpreți de muzică populară care folosesc acest stil:
- Maria Tripon
- Maria Petca Poptean
- Petre Zele

## Legături externe
- http://jurnalul.ro/campaniile-jurnalul/recurs-la-romania/tapuriturile-din-sura-101281.html, accesat 20.12.2014